# Hinko Würth
 Hinko Würth (Novi Vinodolski, 9. studenoga 1881. – Zagreb, 27. svibnja 1964.) hrvatski nogometaš, prvi nogometni sudac, osnivač Nogometnog pododbora Hrvatskog športskog saveza, te osnivač i prvi predsjednik Jugoslavenskog nogometnog saveza, prvak u tenisu, prvi izbornik teniske reprezentacije Kraljevine SHS u Davisovom kupu, prvi predsjednik Jugoslavenskog teniskog saveza, po struci pravnik.

## Nogometaš i nogometni djelatnik
Prije nego što je postao nogometaš, završio je Klasičnu gimnaziju u Zagrebu 1900. godine. Bio je prvi vratar u povijesti zagrebačkog HAŠK-a čiji je član postao 1903. godine odmah po osnivanju kluba. Nogometnu igračku karijeru završava 1907. godine.  Jedan je od osnivača zagrebačkog HAŠK-a, te njegov prvi predsjednik.  Predsjednikom HAŠK-a bio je u tri navrata (1903. – 1904., 1907. – 1908. i 1913. – 1920.). 1911. godine Hrvatski športski savez imenuje ga nogometnim sucem.

## Tenisač
Nakon nogometne igračke karijere bio je uspješan tenisač, prvak Zagreba, Hrvatske i Slavonije na 2. Prvenstvu odigranom 1910. godine, te prvak Kraljevine SHS u igri parova 1924. godine. Reprezentativac u tenisu, te predsjednik Jugoslavenskog teniskog saveza (1922. – 1934.).

## Svestrani sportaš
Osim nogometom i tenisom bavio se atletikom, mačevanjem, brzim i umjetničkim "sklizanjem", te biciklizmom. Na trkalištu u Ljubljani 1898. godine bio je pobjednikom biciklističke utrke.

## Zanimljivosti
- S Milovanom Zoričićem bio je izbornik Hrvatske na prvoj neslužbenoj utakmici reprezentacije Slavia - Hrvatska (15:2) u Pragu 1907. godine
- Pobijedio je 22. siječnja 1903. godine na klizačkoj utrci natraške na 500m, a za nagradu je dobio pribor za pisanje. Na klizačkoj utrci 1500m osvaja drugo mjesto, a za nagradu dobiva „sezonsku kartu“.